# Ammophila bonaespei
Ammophila bonaespei es una especie de avispa del género Ammophila, familia Sphecidae.

## Taxonomía
Fue descrito por primera vez en 1845 por Lepeletier. 